# Беклемишев, Андрей Николаевич
Андрей Николаевич Беклемишев (1787—?) — русский военачальник, генерал-майор.

## Биография
Родился в 1787 году, происходил из старинного российского дворянского рода Беклемишевых.
В службу вступил подпрапорщиком Лейб-гвардии Измайловского полка 1 января 1799 года.
В 1801 году был переведён в Лейб-гвардии Конный полк юнкером. В корнеты был произведён 7 ноября 1807 года, в поручики — в 1810 году.
Во время Отечественной войны 1812 года — поручик Лейб-гвардии Конного полка.
Уже во время заграничных походов, в феврале 1813 года — он был произведён в штабс-ротмистры.
Андрей Николаевич Беклемишев стал участником многих сражений:
- 1812 год
  - 13 и 14 июля — под Витебском;
  - 4, 5 и 6 августа — под Смоленском;
  - 26 августа — при Бородино;
  - 6 октября — под Тарутиным;
  - 12 и 13 октября — под Малоярославцем;
  - 4, 5 и 6 ноября — под Красным;
- 1813 год
  - 20 апреля — под Люценом;
  - 8 и 9 мая — под Бауценом;
  - 15 августа — под Дрезденом;
  - 17 и 18 августа — под Кульмом;
  - 4, 5 и 6 октября — под Лейпцигом;
- 1814 год
  - 20 января — под Бриенном;
  - 13 марта — при Фер-Шампенуазе;
  - 18 марта — при взятии Парижа.

После войны Беклемишев продолжал служить в лейб-гвардии Конном полку, где дослужился до полковника (1819). В период с 15 ноября 1822 года по 25 марта 1828 года Беклемишев был командиром Конно-егерского Его Величества короля Вюртембергского полка.
Затем произведён в генерал-майоры. Командовал бригадами в 1-й и 2-й Конно-егерских дивизиях. Во главе бригады участвовал в польской кампании 1831 года.
30 декабря 1835 года был отставлен от службы. Дальнейшая его судьба и дата смерти неизвестны.
Сын Андрея Николаевича — Фёдор Андреевич (1830—1906) —  саратовский и харьковский вице-губернатор, действительный статский советник. 

## Награды
- Награждён орденом Св. Георгия 4-й степени (№ 4425; 18 декабря 1830) — «за беспорочную выслугу в офицерских чинах 25 лет» и Золотой шпагой «За храбрость» (1812).
- Также был награждён орденами Св. Владимира 4-й степени и Св. Анны 2-й степени.
- В марте 1814 года был награждён серебряными медалями «В память войны 1812 года» и «За взятие Парижа».